# Yara Mustafa
Yara Mustafa (en arabe : يارا مصطفى ; née le 20 octobre 2001) est une actrice et chanteuse jordanienne connue pour jouer le personnage de Dina dans la mini-série de Netflix AlRawabi School for Girls.

## Biographie
Mustafa est née en Arabie saoudite, et elle a habité dans ce pays, au Koweït et en Jordanie. Yara joue Dina, un personnage amusant et joyeux et la meilleure amie de Mariam, jouée par Andria Tayeh. Ses co-stars ont déclaré que même si les gens pensent qu'elle ressemble à Dina, dans la vraie vie, elle ne ressemble en rien à son personnage. Yara est également chanteuse. Elle a fait, avec sa co-vedette Joanna Arida, une version acoustique de Summertime Sadness de Lana Del Rey.

## Filmographie
- 2021 : AlRawabi School for Girls